# Pravidlo tří sigma

Graf normálního (Gaussova) rozdělení. Každý pruh v grafu reprezentuje jednotku směrodatné odchylky.

Pravidlo tří sigma, známé i jako 3s-kritérium, pravidlo 3σ, pravidlo 3-sigma nebo pravidlo 68–95–99,7, říká, že u přibližně normálně rozděleného statistického souboru by se měly téměř všechny relevantní hodnoty nacházet do tří směrodatných odchylek (ty se značí s nebo σ) od aritmetického průměru.
Své jméno pravidlo získalo podle toho, jak velká část tohoto rozdělení se do souboru zahrnuje a co už se považuje za zanedbatelné výjimečné hodnoty. V okolí jedné směrodatné odchylky od průměru je u normálního rozdělení přibližně 68,27 % hodnot, pro dvě σ přibližně 95,45 % a pro tři σ asi 99,73 % hodnot, jak je vidět na obrázku.
Čím je vyšší násobek směrodatné odchylky, tím větší je tolerance k extrémním měřeným hodnotám. Například v částicové fyzice se často používá 5σ. Je to ovšem nutná nikoli postačující podmínka pro objev.
V praxi měřená data často nepocházejí z normálního rozdělení, a tak pravděpodobnost extrémů může být mnohonásobně větší, než jak předpokládá pravidlo odvozené z normality dat.
Navíc statistická chyba měření není jedinou možností. Může se stále jednat o systematickou chybu. Například byla změřena nadsvětelná rychlost pro neutrino statisticky na 6σ. Později se však prokázala systematická chyba.

## Použití při měření
Pokud je měření zatíženo chybami, tak se ke skutečné střední hodnotě můžeme přiblížit aritmetickým průměrem. Do něho v prvním kroku zahrneme všechny hodnoty, jenže některé mohou být zatížené hrubou chybou, což nás vzdaluje od skutečné hodnoty. Proto zjistíme standardní odchylku hodnot, a pak použijeme 3σ pravidlo tak, že ze souboru vyřadíme všechny hodnoty vzdálené víc než 3 směrodatné odchylky od prvního průměru. Z očištěného statistického souboru pak uděláme nový průměr, který bude nejspíše blíže ke skutečné střední hodnotě, a ten pak dále zpracováváme.